# Ken Venturi
Kenneth Paul Venturi, noto come Ken (San Francisco, 15 maggio 1931 – Rancho Mirage, 17 maggio 2013), è stato un golfista statunitense, professionista fra la fine degli anni cinquanta e i primi anni sessanta, presente nella Hall of Fame degli sportivi italoamericani.

## Carriera
Guadagnò subito la notorietà nel 1956 quando, da amatore, si classificò secondo nel torneo The Masters di quell'anno, dopo essere stato primo dal primo giro. Con un giro finale da 80, sprecò un vantaggio di 4 colpi che gli impedì di vincere in modo netto e così di diventare il primo amatore a fare ciò nella storia del Masters. Anni dopo sarà paragonato al back nine collapse di Greg Norman nel '96.
Alla fine degli anni '50, divenne allievo del grande Byron Nelson e fu anche influenzato dal partner giocatore Ben Hogan.
Con questa ottima collaborazione combinata con il suo eccezionale talento, fu regolarmente vincitore nel corso dei primi anni da professionista al PGA Tour alla fine del '56. Di nuovo arrivò vicino a vincere il Masters del '58 e del '60, entrambe le volte essendo stato battuto da Arnold Palmer.
Dopo aver subito lievi ferite in un incidente automobilistico nel '61, il suo swing, e quindi la sua carriera, cominciarono a decrescere. Questo calo durò fino al '64 quando, per ragioni che egli non comprese, riprese a giocare bene. Dopo un paio di buoni piazzamenti, toccò l'apice del suo ritorno vincendo lo U.S. Open al Congressional Country club dopo essere quasi collassato nel caldo soffocante durante il round finale a 36 buche. Ricevette il premio "Sportivo dell'anno" dalla rivista Sports Illustrated. Nel '65 giocò nella squadra americana della Ryder Cup.
Dopo il '64 la sua carriera subì ancora un declino quando gli fu diagnosticato la sindrome del tunnel carpale ad entrambi i polsi. Dopo diverse operazioni la sua patologia fu guarita, tuttavia non riuscì più ad ottenere la forma che aveva in precedenza. Dopo il suo ritiro dal Tour del '67 con un totale di 14 vittorie in carriera, trascorse i successivi 30 anni lavorando come commentatore sportivo per CBS Sports; inoltre gestì e insegnò in varie scuole di golf.